# Charlotte (Iowa)
Charlotte – miasto w Stanach Zjednoczonych, w stanie Iowa, w hrabstwie Clinton. 

## Demografia
Zgodnie ze spisem statystycznym z 2000 roku, miasto liczyło 421 mieszkańców. W 2023 roku liczba mieszkańców spadła do 389 osób, a gęstość zaludnienia poniżej 260 osób/km².